# Coop Italia
Coop Italia är en kooperativ detaljhandelskedja i Italien. Rörelsen är särskilt stark i norra och centrala Italien där Toscana är den region med flest Coop-butiker i Italien. Bolaget bildades 1967 utifrån Alleanza Italiana Cooperative di Consumo. Den första konsumentkooperationen i Italien bildades i Turin 1854 och en nationell organisation bildades 1947. Coop Italia bildades sedan för att effektivisera den kooperativa organisationen. Idag består den italienska kooperationen av 103 konsumentföreningar.